# Arboretum Park Härle

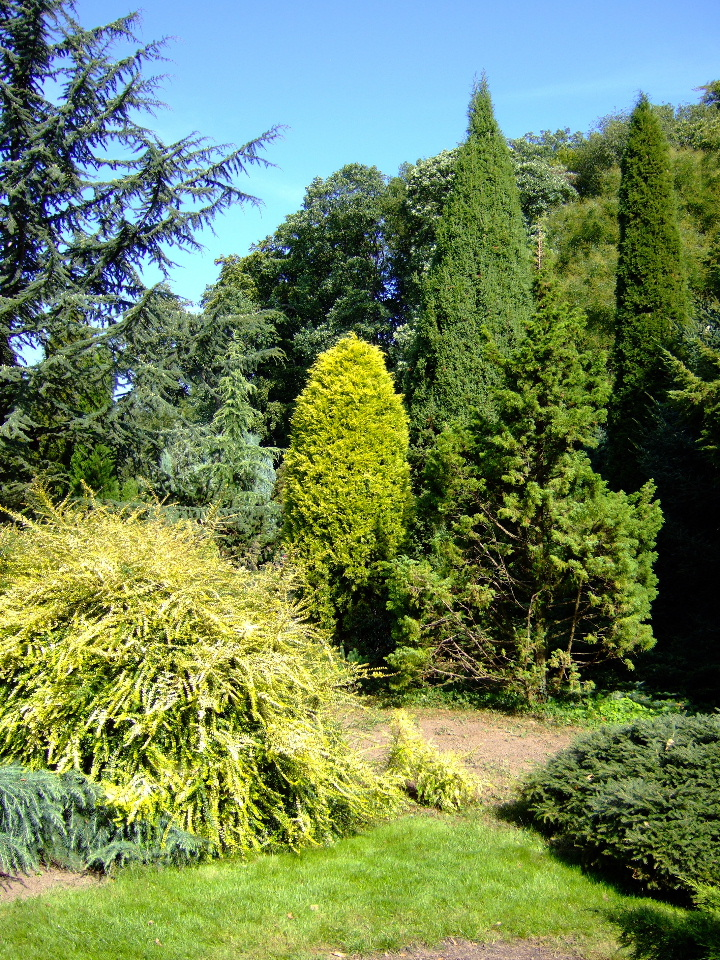
Arboretum Park Härle.

El Arboretum Park Härle es un arboreto sin ánimo de lucro de 4.7 hectáreas de extensión que se ubica en las laderas del valle del Rin entre Bonn y la Siete Montañas en Büchelstraße 40, Bonn, Renania del Norte-Westfalia, Alemania. Está abierto dos veces al mes durante los meses cálidos del año. 

## Historia
The arboreto tiene su fecha de inicio en 1870, cuando el director del Rheinische Eisenbahn-Gesellschaft construyó una gran casa de campo en estilo inglés con maderas vistas, y un parque cuyas plantaciones todavía perduran, incluyendo dos cedros (Cedrus libani y Cedrus atlantica), un Ginkgo biloba, un Sequoiadendron, y un cedro del incienso (Calocedrus decurrens). 
En 1921 la finca fue adquirida por el abogado Dr. Carl Härle, que plantó activamente una gran variedad de árboles y arbustos. Después de su muerte en 1950, sus hijas Maria y Regina Härle mantuvieron la finca, y la donaron en última instancia a una fundación no lucrativa en el 2000.

## Colecciones
Actualmente el arboreto se puede dividir en tres partes diferenciadas,
- El parque antiguo, con las edificaciones antiguas.
- El parque nuevo que incluye el terreno de los antiguos viveros, y un extenso bosque con prados y árboles frutales.
- El arboreto que alberga más de 800 variedades de árboles y arbustos, con grandes colecciones de Chamaecyparis, Juniperus, Taxus, y Thuja, además de rosas y unos notables especímenes de Acer griseum, Cornus controversa, Cupressus sempervirens, Juniperus deppeana, Pseudotsuga menziesii, y Quercus pyrenaica.